# Kerstin Stegemann
Kerstin Stegemann, född den 29 september 1977 i Rheine, Tyskland, är en tysk fotbollsspelare. Vid fotbollsturneringen under OS 2008 i Peking deltog hon
i det tyska lag som tog brons.
Stegemann börjde 1993 vid Germania Hauenhorst och spelade sedan bland annat i Duisburg och Gütersloh samt för SG Wattenscheid 09. Hon spelade 217 matcher i Bundesliga och gjorde 55 mål. Från 1995 till 2009 var hon i det tyska landslaget och gjorde 8 mål. Hon blev med laget 2003 och 2007 världsmästare.